# Henry Algernon Percy, V conte di Northumberland

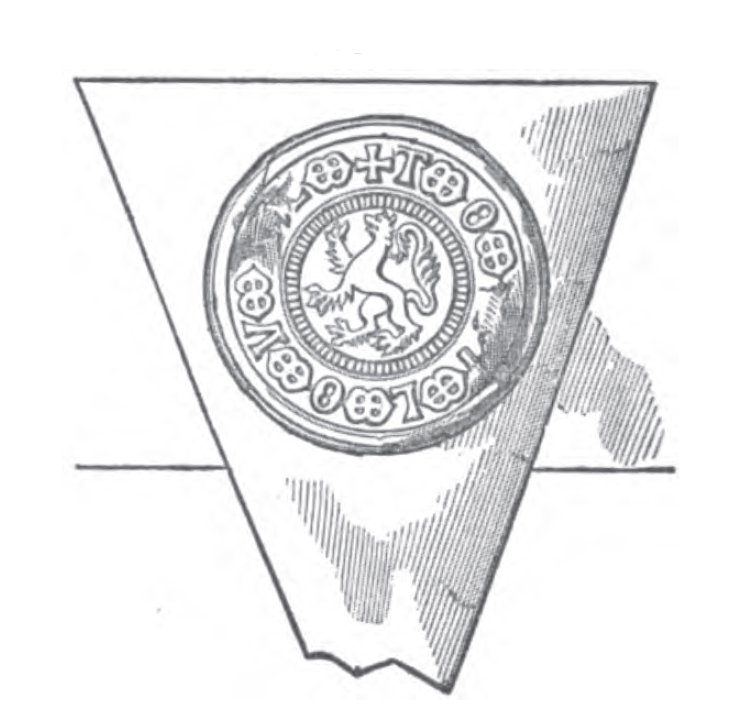
Sigillo di Henry Algernon Percy, 1515

Henry Algernon Percy (Alnwick, 13 gennaio 1477 – 19 maggio 1527) fu il quinto conte di Northumberland e cortigiano presso le corti di Enrico VII ed Enrico VIII.

## Biografia
Era figlio di Henry Percy, IV conte di Northumberland e di Maud Herbert.
Venne accudito ed educato presso la corte di Enrico VII d'Inghilterra. Venne creato cavaliere dell'Ordine del Bagno quando Arturo Tudor divenne principe di Galles.
Il 28 aprile 1489 Percy successe al padre divenendo il quinto conte di Northumberland.
Northumberland assistette Enrico VII impegnato nella conclusione del trattato di Étaples nel 1492 e prese parte rilevante alla cerimonia del 1494, quando il principe Enrico venne creato cavaliere dell'Ordine del Bagno.
Nel 1495 Percy venne creato cavaliere dell'ordine della Giarrettiera. Nel 1497 egli servì nell'esercito reale in Cornovaglia contro i ribelli e combatté nella battaglia di Blackheath; il 14 maggio 1498 ricevette la livrea delle sue terre ed ottenne il governo di vari castelli e proprietà.
La posizione rilevante di Northumberland può essere vista attraverso il Northumberland Household Book, che è stato pubblicato da Thomas Percy nel 1770 riprendendo un manoscritto in possesso del duca di Northumberland. Esso venne iniziato nel 1512. Il suo reddito era di circa £2,300 all'anno, che probabilmente non includeva tutto quello che riceveva dai doni. Ma per il suo seguito di servitori egli non spendeva meno di £1,500 all'anno, inoltre altre spese erano destinate per i viaggi di corte. Dato che era uomo di straordinaria magnificenza, egli accumulò subito anche dei debiti.
Nel 1500 Northumberland fu presente all'incontro tra Enrico e l'arciduca Filippo d'Austria.
Nel 1501 fu nominato connestabile di Knaresborough, rappresentante della signoria di Knaresborough, e guardiano della foresta lì attorno. Il 1º aprile 1502 fu commissario per Londra; fu anche costantemente commissario di pace per vari paesi. Northumberland ricevette 30 giugno 1530 l'importante nomina a sovrintendente delle marche dell'est lungo il confine scozzese , ed uno dei suoi primi compiti fu di scortare Margherita Tudor in Scozia per unirsi a Giacomo IV di Scozia. I suoi splendidi vestiti e il numeroso seguito fu gradito dalla principessa.
Northumberland sembrò aver irritato Enrico VII poco prima della sua morte. Egli si era disfatto del guardaroba e del matrimonio di Elizabeth, figlia ed erede di Sir John Hastings. Egli venne multato con £10,000, una somma di denaro abbastanza considerevole; e fu straordinario che egli riuscì a pagare la metà dei soldi prima che Enrico VIII salisse sul trono. Il nuovo re cancellò il rimanente del debito il 21 marzo 1510.
Northumberland combatté nella Battaglia di Guinegatte assumendo il ruolo di gran capitano.
L'anno seguente fu capo commissario per vari paesi. Dato che Thomas Wolsey saliva di importanza, i grandi nobili dovevano sottomettersi alla sia tirannia. Northumberland, messo in avviso da Will Hatty, fu sospettato di essere troppo amichevole con Edward Stafford, III duca di Buckingham; così, in base all'accusa di essersi arrogato del diritto di tutela, prerogativa esclusiva del sovrano, Percy venne rinchiuso a Fleet Prison nel 1516. Egli venne solo messo lì in via precauzionale; successivamente infatti venne esaminato, ritenuto non pericoloso e liberato.
Northumberland divenne amico di George Talbot, IV conte di Shrewsbury e progettarono di andare in pellegrinaggio insieme. Shrewsbury era stato ansioso di far maritare sua figlia col figlio di Buckingham, ma avendo dibattuto sull'ammontare della dote, i genitori ruppero l'accordo; venne allora pattuito che la fanciulla sposasse il figlio di Percy.
Nel 1517 Northumberland venne incaricato di scortare la regina Margherita di Scozia a York fino alla sua dimora. Tuttavia affrontò l'incarico con riluttanza per mancanza di denaro; sua moglie inoltre, che non era venuta per risparmiare sulle spese di viaggio, cerò di scusarsi per la sua assenza.
Nel 1518 Percy risultava tra i nobili inglesi che avevano terre a Calais.
Nel 1519 caddero di nuovo accuse sul suo conto: Wolsey, in una lettera al re, espresse sospetti sulla sua lealtà. Egli tuttavia riuscì a sfuggire al destino toccato invece al duca di Buckingham e si recò al Campo del Drappo d'Oro, dove fu giudice delle graduatorie.

## Matrimonio e discendenza
Northumberland sposò Catherine Spencer (?- 1542), figlia di Sir Robert Spencer ed Eleanor Beaufort. Dalla moglie ebbe tre figli e due figlie:
- Henry Percy, VI conte di Northumberland (1502–1537);
- Thomas Percy (c. 1504 – 2 giugno 1537);
- Sir Ingelram Percy (c. 1506–1538);
- Lady Margaret (c. 1508–1540), che sposò Henry Clifford, I conte di Cumberland;
- Maud, che sposò William, Lord Conyers.